# Martiri della guerra civile spagnola
I martiri della guerra civile spagnola sono i sacerdoti, religiosi e i laici cattolici spagnoli che furono uccisi durante la guerra civile spagnola (1936-1939) e nei quali la Chiesa ha ritenuto di individuare gli elementi caratteristici del martirio cristiano. Alcuni sono stati canonizzati (11), molti beatificati, la maggior parte nel 2001 (233), nel 2007 (498) e nel 2013 (522).
Al 23 novembre 2024 si contavano 2117 beati e 11 santi. In Spagna la loro memoria ricorre il 6 novembre.

## Il contesto storico
Il 14 aprile 1931 iniziò la seconda repubblica spagnola, con la proclamazione della Repubblica e l'esilio del re Alfonso XIII. In tale circostanza la Chiesa cattolica, con papa Pio XI, aveva invitato i cattolici alla collaborazione con il nuovo governo, nell'interesse della Spagna.
Tuttavia, appena un mese dopo la proclamazione della Repubblica, iniziò una forte ondata di anticlericalismo, con i primi atti di violenza nei confronti di religiosi e laici, anche a causa del malcontento verso l'appoggio che la Chiesa spagnola avrebbe dato ai ceti dominanti, in particolar modo ai latifondisti e, in seguito, al generale Franco. La violenza colpì però indiscriminatamente anche molte persone estranee alle vicende politiche.
Le violenze si concentrarono nelle settimane successive al colpo di stato del 1936, in un momento di vuoto politico e senza che la Repubblica potesse intervenire nell'ordine pubblico a causa dell'impegno profuso nel contenere il golpe nazionalista. Le cifre accettate dagli storici assommano un totale di 13 vescovi e circa 4100 sacerdoti, 2300 appartenenti ad altri ordini e 283 suore, nella stragrande maggioranza uccisi nell'estate del 1936. 
I 12 vescovi uccisi furono:
- beato Florentino Asensio Barroso, amministratore apostolico di Barbastro (1877-1936);
- beato Manuel Basulto y Jiménez, vescovo di Jaén (1869-1936);
- beato Manuel Borras y Ferré, vescovo ausiliare di Tarragona (1880-1936);
- beato Narciso de Esténaga y Echevarría, priore nullis di Ciudad Real (1882-1936);
- beato Salvio Huix Miralpeix, vescovo di Lérida (1877-1936);
- servo di Dio Manuel Irurita y Almándoz, vescovo di Barcellona (1876-1936);
- beato Cruz Laplana y Laguna, vescovo di Cuenca (1875-1936);
- beato Manuel Medina Olmos, vescovo di Guadix (1869-1936);
- servo di Dio Eustaquio Nieto y Martín, vescovo di Sigüenza (1866-1936);
- beato Anselmo Polanco Fontecha, vescovo di Teruel e amministratore apostolico di Albarracín (1881-1939);
- servo di Dio Miguel de los Santos Serra y Sucarrats, vescovo di Segorbe (1868-1936);
- beato Diego Ventaja Milán, vescovo di Almería (1880-1936).

## Le canonizzazioni

### Canonizzazioni di papa Giovanni Paolo II
- Roma, Piazza San Pietro, 21 novembre 1999:
  - Giacomo Ilario (Emanuele) Barbal Cosín;
  - Innocenzo dell'Immacolata (Emanuele) Canoura Arnau;
  - Cirilo Bertrán (José) Sanz Tejedor e 7 compagni.
- Madrid, Plaza de Colón, 4 maggio 2003:
  - Pedro Poveda Castroverde

## Le beatificazioni

### Beatificazioni di papa Giovanni Paolo II
1987
- Roma, Basilica di San Pietro, 29 marzo:
  - María del Pilar di San Francesco, monaca carmelitana scalza;
  - Teresa di Gesù Bambino, monaca carmelitana scalza;
  - Mariangela di San Giuseppe, monaca carmelitana scalza.

1989
- Roma, Piazza San Pietro, 1º ottobre:
  - Niceforo di Gesù e Maria (Vicente Díez Tejerina) e 25 compagni passionisti di Daimiel

1990
- Roma, Basilica di San Pietro, 29 aprile:
  - Maria della Mercede del Sacro Cuore (Mercedes) Prat y Prat, religiosa della Compagnia di Santa Teresa di Gesù.

1992
- Roma, Piazza San Pietro, 25 ottobre:
  - Braulio María Corres Diaz de Cerio, Federico Rubio Álvarez e 69 compagni religiosi (Fatebenefratelli)
  - Filippo di Gesù Munárriz Azcona e 50 compagni (claretiani di Barbastro)

1993
- Roma, Piazza San Pietro, 10 ottobre:
  - Diego Ventaja Milán, Manuel Medina Olmos, e 7 lasalliani (Martiri d'Almeria)
  - Vittoria Díez y Bustos de Molina

1995
- Roma, Piazza San Pietro, 1 ottobre:
  - Anselmo Polanco Fontecha e Filippo Ripoll Morata
  - Pedro Ruiz de los Paños y Ángel e 8 compagni (sacerdoti della Fraternità dei sacerdoti operai diocesani del Sacro Cuore di Gesù), martiri:
    - José Sala Picó
    - Guillermo Plaza Hernández
    - Recaredo Centelles Abad
    - Martín Martínez Pascual
    - Antonio Perulles Estivill
    - José Pascual Carda Saporta
    - Isidoro Bover Oliver
    - José Peris Polo

  - Dionisio Pamplona Polo e 12 compagni (religiosi scolopi)
  - Carlo Erana Guruceta, Fedele Fuidio Rodríguez e Gesù Hita Miranda (religiosi marianisti)
  - Angela di San Giuseppe e 16 compagne (suore della congregazione della Dottrina Cristiana di Mislata)
  - Vincenzo Vilar David

1997
- Roma, Piazza San Pietro, 4 maggio:
  - Florentino Asensio Barroso
  - Ceferino Giménez Malla

1998
- Roma, Piazza San Pietro, 10 maggio:
  - Maria Gabriella Hinojosa Naveros e 6 compagne (visitandine)
  - Maria Sagrario di San Luigi Gonzaga Moragas Cantarero
  - Rita dell'Addolorata del Cuore di Gesù Pujalte y Sánchez e Francesca del Cuore di Gesù Aldea y Araujo, delle Suore della Carità del Sacro Cuore di Gesù

1999
- Roma, Basilica di San Pietro, 7 marzo:
  - Vincenzo Soler Munarriz e 7 compagni (agostiniani recolletti)

2001
- Roma, Piazza San Pietro, 11 marzo:
  - José Aparicio Sanz e 73 compagni, sacerdoti e laici dell’Arcidiocesi di Valencia
  - Alfonso López López e 5 compagni, frati minori conventuali di Granollers
  - Pascual Fortuño Almela e 3 compagni, frati minori di Valencia
  - Jacinto Serrano López e 19 compagni dell’Ordine dei frati predicatori (provincia d’Aragona)
  - Aurelio da Vinalesa e 19 compagni (18 cappuccini e clarisse cappuccine e 1 monaca agostiniana scalza)
  - Vincenzo Mattia Cabanes Badenas e 18 compagni, (17 terziari cappuccini dell'Addolorata e 1 laica)
  - Tomás Sitijar Fortiá e 11 compagni (10 gesuiti e 1 laico)
  - José Calasanz Marqués e 31 compagni, salesiani
  - Giovanni Maria della Croce (Mariano) García Méndez, sacerdote dehoniano
  - Leonardo Olivera Buera, sacerdote diocesano, e 29 compagni (5 lasalliani e 24 suore Carmelitane della Carità)
  - Maria Guadalupe (María Francisca) Ricart Olmos, monaca delle serve di Maria
  - Maria di Gesù Bambino Baldillou Bullit e 8 compagne (6 scolopie e 2 laiche)
  - Giuseppina di San Giovanni di Dio (Josefa) Ruano García e Maria Addolorata di Sant'Eulalia (Dolores) Puig Bonany, Piccole Suore degli Anziani Abbandonati
  - Rosaria da Soano (Piera Maria Vittoria) Quintana Argos e 2 compagne, suore amigoniane
  - Maria del Patrocinio di San Giovanni (María Cinta Asunción) Giner Gomis, suora claretiana
  - Francisco de Paula Castellò y Aleu, laico

### Beatificazioni di papa Benedetto XVI
2005
- Roma, Basilica di San Pietro, 29 ottobre:
  - Maria degli Angeli Ginard Martí, Zelatrice del culto eucaristico;
  - Josep Tàpies Siervant e 6 compagni del clero secolare di Urgell.

2007
- Roma, Piazza San Pietro, 28 ottobre, cerimonia presieduta dal cardinale José Saraiva Martins:
  - Luca di San Giuseppe Tristany Pujol, Leonardo José, Apollonia Lizarraga del Santissimo Sacramento e 61 compagni carmelitani scalzi, lasalliani, carmelitane missionarie e della carità e del clero diocesano di Barcellona;
  - Antero Mateo García e 11 compagni della famiglia domenicana (terziari secolari, monache, suore dell'Immacolata e dell'Annunciata) di Barcellona;
  - Simò Reynés Solivellas e 6 compagni, missionari dei Sacri Cuori, francescane figlie della misericordia e fedeli laici della diocesi di Barcellona;
  - Ángel María Prat Hostench e 16 compagni, carmelitani calzati (frati e monache) della diocesi di Barcellona;
  - Laurentino Alonso Fuente, Virgilio Lacunza Unzu e 44 compagni dei fratelli maristi della diocesi di Barcellona;
  - Bernardo Fábrega Juliá, fratello marista della diocesi di Burgos;
  - Ovidio Bertrán Anunciabay Letona e 5 compagni lasalliani e del clero diocesano di Cartegna;
  - Narciso de Esténaga y Echevarría, vescovo, e 10 compagni, lasalliani, sacerdoti secolari e fedeli laici della diocesi di Ciudad Real;
  - Cruz Laplana y Laguna, vescovo, e Fernando Español Berdié, sacerdote secolare della diocesi di Cuenca;
  - María del Carmen, María Rosa e Magdalena Fradera Ferragutcasas, Missionarie del Cuore di Maria di Gerona;
  - Mariano di San Giuseppe Altolaguirre e 9 compagni trinitari delle diocesi di Jaén e Cuenca;
  - Manuela Arriola del Cuore di Gesù e 22 compagne adoratrici ancelle della diocesi di Madrid;
  - Avelino Rodríguez Alonso, 97 compagni agostiniani e 6 compagni membri del clero secolare delle diocesi di Madrid, Cuenca, Oviedo;
  - Enrique Saiz Aparicio e 62 compagni salesiani, sacerdoti secolari e fedeli delle diocesi di Madrid e Siviglia;
  - Buenaventura García Paredes, Miguel Léibar Garay e 40 compagni domenicani e marianisti;
  - Félix Echevarría Gorostiaga e 6 compagni, frati minori di Cordova;
  - Celestino José Alonso Villar e 9 compagni domenicani di Navelgas e Corias;
  - Eufrasio del Bambino Gesù Barredo Fernández, carmelitano scalzo di Oviedo;
  - Enrique Izquierdo Palacios e 13 compagni domenicani della Cantabria;
  - Víctor Chumillas Fernández e 21 compagni, frati minori di Toledo;
  - Liberio González Nombela e 12 compagni clero diocesano di Toledo e Albacete;
  - Teodosio Rafael López e 3 compagni lasalliani di Consuegra;
  - Eusebio del Bambino Gesù Fernández Arenillas e 15 compagni, carmelitani scalzi di Toledo.

2010
- Basilica di Santa Maria in Mataró a Barcellona, 23 gennaio, cerimonia presieduta dall'arcivescovo Angelo Amato:
  - Josep Samsó i Elias, sacerdote della diocesi di Barcellona

2011
- Madrid, Cattedrale dell'Almudena, 17 dicembre:
  - Francisco Esteban Lacal e 20 compagni Oblati di Maria Immacolata e Cándido Castán San José, laico.

### Beatificazioni di papa Francesco
2013
Papa Francesco ha autorizzato la promulgazione dei decreti riguardanti il martirio di 522 vittime della guerra civile spagnola. Il rito di beatificazione, presieduto dal cardinale Angelo Amato, è stato celebrato il 13 ottobre 2013, a Tarragona. Il numero dei martiri comprende:
- José Máximo Moro Briz e 4 compagni del clero diocesano di Ávila
- Mauro Palazuelos Maruri e 17 compagni benedettini di El Pueyo
- Jaime Puig Mirosa, Sebastián Llorens Telarroja e 18 compagni Figli della Sacra Famiglia e fedeli laici della Catalogna
- María Montserrat García Solanas, Lucrecia García Solanas e 8 compagne, monache minime e fedeli laiche della Catalogna
- Mauricio Íñiguez de Heredia e 23 compagni fatebenefratelli
- José Guardiet Pujol, sacerdote diocesano di Barcellona
- Raimundo Castaño González e José María González Solís, sacerdoti domenicani
- Antonio (Miguel) Faúndez López e 3 compagni, dell’Ordine dei frati minori e del clero diocesano di Cartagena
- Hermenegildo de la Asunción Iza Aregita e 5 compagni, trinitari di Ciudad Real
- Carmelo María Moyano Linares e 9 compagni, carmelitani "calzati" di Cordova
- José Javier Gorosterratzu e 5 compagni, redentoristi di Cuenca
- Manuel Basulto Jiménez e 5 compagni, sacerdoti diocesani e fedeli laici di Jaén
- Victoria Valverde González, del Pio Istituto Calasanziano
- Salvio Huix Miralpéix, vescovo oratoriano di Lérida
- José Nadal Guiu e José Jordán Blecua, sacerdoti diocesani di Lérida
- Juan de Jesús Vilarregud Farre, Pablo Segalá Solée 3 compagni, carmelitani scalzi e sacerdoti diocesani di Urgell
- Mariano Alcalà Pérez e 18 compagni, mercedari della provincia d'Aragona
- Crisanto González García, Aquilino Baró Riera, Cipriano José Iglesias Bañuelos e 63 compagni, fratelli maristi
- Ramón Emiliano Hortelano Gómez e Julián Aguilar Martín, fedeli laici
- Manuel de la Sagrada Família Sanz Domínguez, restauratore dell'Ordine di San Girolamo
- Andrés de Palazuelo González González e 31 compagni, cappuccini
- Teófilo Fernández de Legaria Goñi e 4 compagni della Congregazione dei Sacri Cuori
- Alberto María Marco Alemán, Agustín María García Tribaldos e 23 compagni, carmelitani e lasalliani di Madrid
- Orencio Luis Solá Garriga e 18 compagni lasalliani
- Antonio Mateo Salamero e José Gorastazu Labayen, fedeli laici della diocesi di Madrid
- Melchora Adoración Cortés Bueno e 14 compagne vincenziane
- Aurelia Arambarri Fuente e 3 compagne serve di Maria ministre degli infermi
- María Asumpta González Trujillano e 2 compagne Francescane Missionarie della Madre del Divin Pastore
- Juan Huguet y Cardona, sacerdote diocesano di Minorca
- José María Ruiz Cano, Jesús Aníbal Gomez y Gomez, Tomás Cordero y Cordero e 13 compagni
- Manuel Borràs Ferré, Agapito Modesto Pamplona Falguera e 145 compagni
- Fortunato Velasco Tobar e 13 compagni claretiani
- Joaquín Jovaní Marín e 14 compagni, sacerdoti operai diocesani
- Ricardo Gil Barcelón e Antonio Arrué Peiró, orionini
- Josefa Martínez Pérez, Dolores Broseta Bonet e 11 compagne vincenziane e fedeli laiche

2014
- Vitoria, Cattedrale di Maria Immacolata, 1º novembre:
  - Pedro de Asúa Mendía, sacerdote

2015
- Gerona, Cattedrale di Santa Maria, 5 settembre:
  - Fidela Oller Angelats, religiosa professa della congregazione delle Suore di San Giuseppe;
  - Facunda Margenat Roura, religiosa professa della congregazione delle Suore di San Giuseppe;
  - Josefa Monrabal Montaner, religiosa professa della congregazione delle Suore di San Giuseppe
- Santander, Cattedrale di Nostra Signora dell'Assunzione, 3 ottobre:
  - Pio Heredia Zubía e 17 compagni degli ordini Cistercensi della stretta osservanza e della Congregazione di San Bernardo
- Barcellona, Cattedrale di Santa Croce e Santa Eulalia, 21 novembre:
  - Frederic de Berga e 25 compagni.

2016
- Burgos, Cattedrale di Santa Maria, 23 aprile:
  - Valentín Palencia Marquina, sacerdote, e 4 compagni laici
- Oviedo, Cattedrale del Santo Salvatore, 8 ottobre:
  - Genaro Fueyo Castañón, sacerdote, e 3 compagni laici
- Madrid, Cattedrale di Santa Maria dell'Almudena, 29 ottobre:
  - José Antón Gómez e 3 compagni

2017
- Aguadulce, Palazzo delle Esposizioni e dei Congressi, 25 marzo:
  - José Álvarez-Benavides e 114 compagni
- Gerona, Cattedrale di Santa Maria, 6 maggio:
  - Antonio Árribas Hortigüela e 6 compagni
- Barcellona, Basilica della Sagrada Família, 21 ottobre:
  - Mateo Casals, Teófilo Casajús, Fernando Saperas e 106 compagni
- Madrid, Palacio de Vistalegre, 11 novembre:
  - Vicenç Queralt Lloret e 20 compagni
  - José María Fernández Sánchez e 38 compagni

2018
- Barcellona, Basilica della Sagrada Família, 10 novembre:
  - Teodoro Illera del Olmo e 15 compagni

2019
- Oviedo, Cattedrale del Santo Salvatore, 9 marzo:
  - Ángel Cuartas Cristóbal e 8 compagni, seminaristi
- Tarragona, Cattedrale di Santa Maria, 23 marzo:
  - Mariano Mullerat i Soldevila, laico e padre di famiglia
- Madrid, Cattedrale di Santa Maria dell'Almudena, 22 giugno:
  - María del Carmen Lacaba Andía e 13 compagne, religiose

2020
- Barcellona, Basilica della Sagrada Família, 7 novembre:
  - Joan Roig i Diggle, fedele laico

2021
- Astorga, Cattedrale di Santa Maria, 29 maggio:
  - María Colón Gullón Yturriaga, laica
  - Octavia Iglesias Blanco, laica
  - Olga Pérez-Monteserín Núñez, laica
- Cordova, Cattedrale dell'Immacolata Concezione, 16 ottobre:
  - Juan Elías Medina e 126 compagni
- Tortosa, Cattedrale di Santa Maria, 30 ottobre:
  - Francisco Castor Sojo López e 3 compagni
- Manresa, Basilica di Santa Maria de la Seu, 6 novembre:
  - Benet de Santa Coloma de Gramenet e 2 compagni

2022
- Granada, Cattedrale dell'Incarnazione, 26 febbraio 2022:
  - Cayetano Giménez Martín e 15 compagni
- Siviglia, Cattedrale di Santa Maria, 18 giugno 2022:
  - Ángel Marina Álvarez, Juan Aguilar Donis, Fructuoso Pérez Márquez, Isabela Sánchez Romero e 23 compagni
- Madrid, 22 ottobre 2022:
  - Vicente Nicasio Renuncio Toribio e 11 compagni, della Congregazione del Santissimo Redentore

2023
- Siviglia, Cattedrale di Santa Maria, 18 novembre 2023:
  - Manuel González-Serna Rodríguez e 19 compagni, sacerdoti diocesani, seminaristi, laici e laiche

2024
- Barcellona, Sagrada Família, 23 novembre 2024:
  - Gaietà Clausellas Ballvé, sacerdote diocesano, martire
  - Antoni Tort Reixachs, laico e padre di famiglia, martire